# Supergrupo

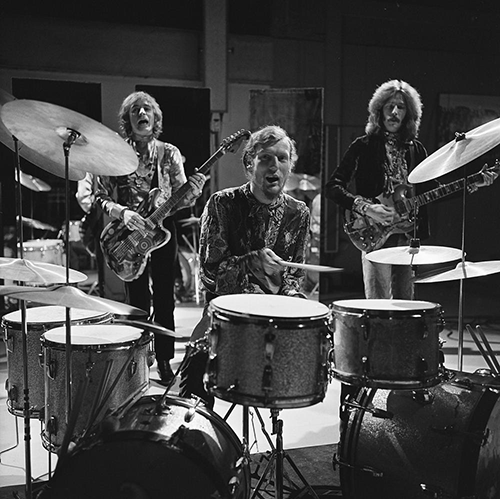
La banda Cream es a menudo acreditada como el primer supergrupo.

Un supergrupo es un grupo musical cuyos miembros ya actúan como solistas exitosos o como parte de otras bandas conocidas en el ambiente artístico. Aunque el término se emplea sobre todo en los contextos del rock y el pop, también se ha usado en otros géneros musicales (tales como Los Tres Tenores en ópera).
El vocablo se aplica retrospectivamente cuando algunos miembros de una agrupación alcanzan un éxito considerable por su propia cuenta. Los supergrupos tienden a formarse como proyectos alternativos y, por tanto, no se crean para ser permanentes. Otros, no obstante, pueden transformarse en el conjunto principal en la carrera de sus miembros. También están los llamados «supergrupos para caridad», en los que músicos prominentes actúan o graban para apoyar una cierta causa.

## Historia
El movimiento se hizo popular en el rock a finales de la década de 1960. En aquel entonces, los miembros de grupos consolidados se unían para grabar un álbum juntos y luego se separaban. En 1969, el editor de la revista Rolling Stone Jann Wenner declaró que Cream había sido el primer supergrupo. Aún en la actualidad, se les reconoce como el arquetipo del supergrupo roquero de corta duración. Se componía de Eric Clapton, Jack Bruce y Ginger Baker. Este último se despidió del proyecto tras tres años y cuatro años de convivencia. Ante esto, Clapton y Baker crearon Blind Faith.
El término también pudo surgir del álbum Super Session de 1968 que incluía a Al Kooper, Mike Bloomfield y Stephen Stills. El conjunto de Crosby, Stills & Nash (posteriormente Crosby, Stills, Nash & Young) es otro ejemplo, dado el éxito anterior de The Byrds, Buffalo Springfield y The Hollies, respectivamente.

## Crítica
En 1974, un artículo de la revista Time titulado «Return of a Supergroup» bromeó con que estas agrupaciones eran un «fenómeno del rock potente pero de corta duración», compuestos por una «amalgama formada por los descontentos con talento de otras bandas». El texto reconocía que conjuntos como Cream y Blind Faith «tocaban en recintos enormes y hacían megadinero y, a veces, megamúsica», con actuaciones «alimentadas por egos en duelo». Ello hacía que creciera la expectación pero, al mismo tiempo, volvía la desintegración como un paso inevitable.

## Supergrupos para caridad
Estos son proyectos de una sola ocasión, organizados para crear una grabación de beneficencia. De tal manera, se logran fondos o la concienciación sobre una causa. Un caso afín fue el creado para atender la hambruna en Etiopía (1983-1985) Band Aid que interpretó «Do They Know It's Christmas?» en 1984. Asimismo, USA for Africa hizo lo propio con «We Are the World»; mientras que Northern Lights lanzó «Tears Are Not Enough».